# Модзалевський Вадим Львович
Вади́м Льво́вич Модзале́вський  (1882, Тифліс — 3 серпня 1920, Київ) — український історик, археограф, архівіст і генеалог. Автор численних наукових праць, зокрема масштабного дослідження «Малоросійський родословник» та «Малоросійський гербовник», який оформив Георгій Нарбут.

## Життєпис
Народився в сім'ї педагога та літератора. Батьки належали до дворянських родів (Модзалевські), що походили з козацької старшини.
Дитячі роки та навчання Вадима минали в Петербурзі, в кадетському корпусі, потім — у Миколаївському інженерному училищі, яке він закінчив у 1902 році.
Незважаючи на військово-інженерну освіту, з юнацьких років захоплювався історією, літературою. Великий вплив на нього мав рідний брат Борис, видатний літературознавець, пушкініст. Важливим було й знайомство з завідувачем Департаменту герольдії Російської імперії В. В. Руммелем, який підтримав генеалогічні та історико-біографічні зацікавлення Вадима Модзалевського.
По закінченні училища служив у Києві, де йому вдалося поєднувати виконання військових обов'язків із науковими заняттями. Активна діяльність, публікації, спілкування з київськими істориками досить швидко виявили інтелектуальний і науковий потенціал Вадима Модзалевського.
Протягом 1903—1905 років був обраний членом Чернігівської та Полтавської архівних комісій, Історичного товариства імені Нестора Літописця, з'явилася низка публікації в історичних часописах, зокрема в «Киевской Старине».

Сучасники відзначали, що захоплення Модзалевського історією, старовиною було не лише суто науковим, воно перетворювалося на спосіб життя, виявлялося в побуті, в середовищі, яке він формував навколо себе. Один із близьких друзів Модзалевського згадував пізніше: 
«Зная последующие квартиры Вади в Петербурге, но особенно Черниговскую и Киевскую в последних годах его жизни, квартиры, куда входящий сразу не мог понять, куда он попал — в квартиру Модзалевского или музей, — квартирка в 1905—1906 гг. на Зверинце в Киеве может показаться очень скромной, квартиркой офицера-поручика среднего достатка. Но уже в те годы зоркий глаз мог заметить, что это далеко не совсем офицерская квартирка. На стенах были развешаны гравюры видов городов старой Украины, гравюрные портреты украинских гетманов и служивших в генеральной старшине. Книги в шкафах и на полке почти исключительно по истории Украины: Костомаров, Маркевич, Лазаревский. Современные скатерти перемежались с современными украинскими плахтами и вышитыми ручниками; на стенах и на полу были прекраснейшие, старинные украинские килимы (ковры). Вместо рюмок на стол подавались гетманские серебряные чарки; вместо графинов для вина ставились старинные украинские штофы и медведики. Я уже видел и знал эти старинные атрибуты быта украинского народа, некоторые из них я видел дома в детстве, у соседей, у крестьян…»

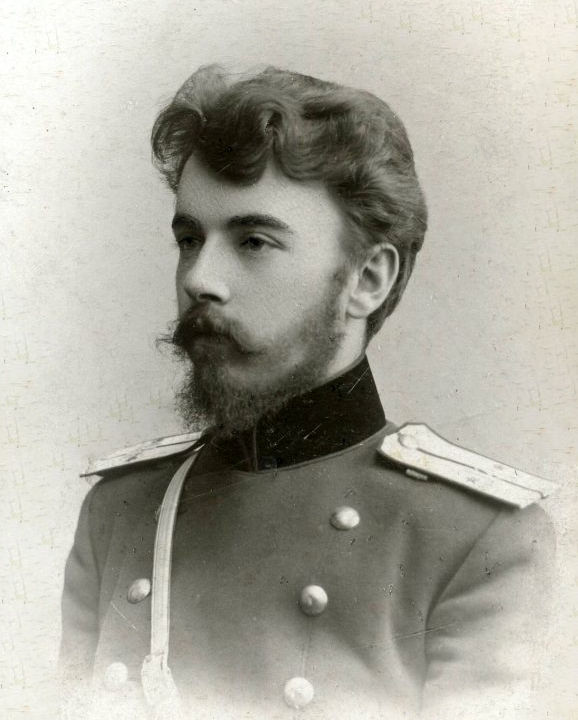
Вадим Модзалевський. 1904 р.

Певним поштовхом до великої пошукової роботи був глибокий інтерес Модзалевського до історії свого роду. 
«Милостивый Государь Владимир Иванович! — писав 1903 року з Києва підпоручик Модзалевський Вернадському. — Простите, что Вас беспокою своей просьбой, не будучи почти Вам известным. Я — Ваш племянник Вадим Модзалевский /…/ решаюсь обратиться к Вам со следующей просьбой. Уже с давних пор я собираю биографические данные о своих родичах и уже собрано мною довольно много в этом отношении»
 Маючи дані з київських архівів про своїх предків, зокрема з роду Вернадських і Старицьких (до якого належала дружина Вернадського), Модзалевський просив доповнити ці відомості, бо архіви давали інформацію лише до 1749. Таке листовне спілкування, обмін інформацією поступово збільшували джерельне поле та репертуар генеалогічних розшуків Модзалевського, залучаючи приватні архіви, збірки, речові матеріали його кореспондентів.
1906 року переїхав до Петербурга, де викладав у 1-му Кадетському корпусі, продовжуючи роботу в петербурзьких архівах, роблячи безмежну кількість виписок і копій документів для численних наукових задумів.
1911 року залишив військову службу і після відставки, переїхавши до Чернігова, очолив Чернігівську вчену архівну комісію — потужну науково-історичну установу з широким спектром діяльності, яка мала кілька підрозділів, зокрема й музейний.
Протягом 1911—1912 років також ще був на посаді директора Музею українських старожитностей (Чернігів). З невтомною енергією поєднував адміністративну роботу та масштабні наукові дослідження. Курирував ремонт музейних приміщень, поповнення колекцій, редагував видання архівної комісії, заснував архівне бюро для обстеження місцевих архівів. Під час керування Модзалевським колекція Музею наповнилася найбільш цінними та цікавими експонатами.
Під час відряджень до Москви та Петербурга вів пошук у тамтешніх архівних фондах матеріалів до української генеалогії, історії родів, готував публікацію щоденника Я. Марковича. Історичну ерудицію та організаційні заходи Модзалевського високо цінували М. Василенко, М. Грушевський, О. Левицький, В. Лукомський та ін.
«У меня собрано немало актового материала, характеризующего выборы старшины в Левобережье»,
 — повідомляв він М. Грушевського, який пропонував співпрацю в науково-історичних виданнях.

У листі від серпня 1913 Модзалевський перераховував сюжети, над якими працював паралельно з підготовкою наступного тому щоденника Марковича: 
«3 и 4 выпуски Полтавских актовых книг, Малороссийский гербовник, 11-й выпуск Трудов Архивной комиссии, где будет печататься Стародубская актовая книга 1693 г., и Малороссийский родословник».
«Малороссийский гербовник», оформлений Г. Нарбутом, був випущений в співавторстві з В. Лукомським.
«Я затеваю с Н. Касперовичем и М. Бойчуком работу о старом украинском портрете. У меня много любопытных материалов уже имеется. Мои сотрудники — художники-реставраторы»,
 — писав Модзалевський Грушевському.

Був досвідченим експертом з музейних предметів, одним із найкращих знавців музейних колекцій і архівних фондів: 
«Герба Мазепы с ложки Музею Тарновского я не снимал, — повідомляв він колегу, — так как по моему глубокому убеждению эта ложка подложна. Посылаю взамен его грубый, но точный, снимок с герба Мазепы, находящегося на превосходном подлинном стакане (хрустальном), хранящемся в Музее здешней архивной комиссии».
Революційні заворушення викликали позитивне ставлення Модзалевського. Ще 1905 року в Києві він був причетний до подій повстання саперного батальйону. 1917 року лояльний вчений був призначений комісаром з охорони пам'яток мистецтва та старовини, намагався врятувати історичні предмети, музейні зібрання, садиби та пам'ятки Чернігівщини.
1918 року переїхав до Києва, де розгорнув найактивнішу організаційну діяльність: працював у низці комісій, які складали програмні документи подальшої діяльності українських архівних, музейних, наукових установ, зокрема Академії наук. Розробляв масштабні проекти, наприклад, організації архівної та бібліотечної мережі, складання українського Біографічного словника, дослідження історії права тощо. Але Модзалевському не судилося взяти участь у втіленні цих планів у життя. 3 серпня 1920 він помер від дизентерії.
Залишив величезну наукову спадщину, яка й сьогодні відіграє важливу роль в історичній науці. 1921 року, вже по смерті автора, виходить у світ у збірнику секції мистецтв Українського наукового товариства його стаття про історію розвитку і здобутки українського людвисарства та конвісарства. Публікація є значною як за обсягом, так і за широтою охоплення художньо-історичних явищ, попри те, що присвячена лише двом
різновидам обробки металу: литву з міді та олова. Стаття стала першим ґрунтовним дослідженням цих ремесел в українському мистецтвознавстві. Основні положення роботи В.Модзалевського розкривають цілісну картину еволюції цього виду народного, за твердженням автора, мистецтва в історичному аспекті. Розквіт майстерності уданій галузі В. Модзалевський відносить до другої половини XVII — першої половини XVIII століття, тобто до часів, які він загалом характеризує як найбільш інтенсивний період розвитку національного життя взагалі і мистецтва — зокрема.
Після 1991 р. здійснено перевидання багатьох його праць, що стали класикою генеалогії, видано 5-й том «Малороссийского родословника», який залишався в архіві вченого. В Інституті історії України НАН України 1995 відбулися наукові читання, присвячені Модзалевському, з яких почалася діяльність Українського генеалогічного товариства.

## Модзалевський іСтародубщина
Родовід Вадима Модзалевського сягає своїм корінням саме Стародубського краю. Шляхтичі Давид та Федір Модзалевські з'явилися на Стародубщині у XVII ст., жили у Стародубі, й так само як і їхні нащадки, служили у козацькому війську Стародубського полку. За 200 літ свого перебування на Стародубщині поріднилися Модзалевські з багатьма іншими значними українськими родами краю, так що серед предків Вадима Модзалевського був і стародубський полковник Тиміш Олексіїв, який керував Стародубським полком у 1676—1678 та 1687—1689 рр. (перу Вадима Модзалевського належить ґрунтовна праця й про цього свого предка). Батько Вадима, Лев Модзалевський, займався літературою та педагогікою, і, як часто це траплялося у імперії, працювати йому довелося в далечині від рідного краю — у Грузії. Там, у Тбілісі, 28 березня 1882 року й народився у нього син Вадим.
З молодих років головним захопленням Вадима Модзалевського стає українська історія, а разом з тим і історія рідної предківської Стародубщини, тому дуже зрадів він, коли після закінчення училища його призначили на службу до Києва, де можна було приникнути до світлих джерел рідної української історії. Там він пише свою першу невеличку працю, замітку про чернігівського полковника Павла Полуботка, яка з'являється друком 1903 року в «Російському Біографічному Словнику». З цього часу статті та публікації Модзалевського постійно знаходять собі місце на сторінках найзначніших українських видань, причому не лише тих, що видавалися у Російській імперії, але й закордонних, галицьких. Вадим Модзалевський пише до «Київської Старовини», друкованих видань Чернігівської та Полтавської архівних комісій, «Записок Наукового Товариства імені Шевченка» у Львові. Він стає членом київського Історичного товариства Нестора-Літописця. Вже тоді головною стезею життя Вадима Модзалевського стає дбайлива праця у архівах та збирання історичних раритетів, з метою створення українських музеїв, аби матеріальні свідоцтва колишнього українського життя не зникли для нащадків, а збереглися навіки.
Саме для того, аби бути як можна ближче до рідних країв, перебирається Модзалевський на життя до Чернігова. Саме Стародубщину Модзалевський, вслід за іншим видатним українським істориком Олександром Лазаревським, вважає справжньою скарбницею архівних документів з козацької гетьманської доби, й саме на Стародубщині веде він свою щорічну плідну працю. Завдяки Модзалевському Україна довідається з цього часу про безліч подій, що відбувалися на Стародубщині у роки Гетьманщини. 1911 року він видає у Чернігові матеріали зі Стародубської актової книги за 1664—1683 рр., а 1914 року виходить окремим виданням «Актова книга Стародубського городового уряду 1693 року». Численні архівні матеріали зі Стародубщини з'являються й у інших історичних працях Модзалевського, в яких розглядається історія всієї лівобережної Гетьманщини. Так детальний опис склодувних заводів, що діяли тоді на теренах краю, є в його праці «Гути на Чернігівщині», а про стародубські дзвони він писав, що відлиті місцевими майстрами з міді та прикрашені орнаментом, в'яззю з літер, гербами замовників, свідчили вони про безперечний художній смак та високі професійні якості стародубських майстрів. Створює Вадим Модзалевський і великий (у п'ятьох томах) генеалогічний довідник українських козацько-старшинських родів під назвою «Малоросійський родословник», а в співавторстві з Георгієм Лукомським ілюстрований «Малоросійський гербовник», герби до якого змалював видатний український графік Георгій Нарбут. Усі ці праці мають у собі безцінну інформацію про стародавнє життя стародубських українців. Продовжив Вадим Модзалевський і ту працю, що розпочав колись його духовний наставник Олександр Лазаревський, видрукувавши 1913 року четвертий том за 1735—1740 рр. «Щоденника Якова Маркевича», козацького старшини, в спогадах якого міститься також безліч цікавих відомостей про українське життя на Стародубщині XVIII століття.
Багато сил положив Модзалевський і для того, аби перетворити стародавній Чернігів, у якому він жив, на справжній центр української історичної культури. У Чернігові він очолює учену архівну комісію — потужну науково-історичну установу з широким спектром діяльності, яка мала кілька підрозділів, зокрема й музейний, та стає директором чернігівського Музею українських старожитностей імені Василя Тарновського. Саме завдяки Модзалевському у чернігівському музеї була зібрана та збережена безцінна колекція історичних експонатів доби Гетьманщини, у тому числі й речі, що належали особисто славному українському гетьману Івану Мазепі. Це був дуже плідний період його життя, з невтомною енергією Модзалевський поєднував адміністративну роботу та масштабні наукові дослідження. Він керував ремонтом музейних приміщень, поповненням колекцій, редагував видання архівної комісії, заснував архівне бюро для обстеження місцевих архівів.
З великим захопленням зустрів Вадим Модзалевський вістку про Лютневу демократичну революцію 1917 року в Петрограді та повалення ненависного царського режиму. Але він чудово розумів, що в добу революційних перетворень саме історичні експонати дуже часто становляться жертвами народної ненависті проти пануючих окупантів. Тому Модзалевський стає у цей час, з дозволу української Центральної Ради, комісаром з охорони пам'яток мистецтва та старовини, та намагається всіма силами врятувати історичні предмети, музейні зібрання, садиби та пам'ятки Чернігівщини від актів вандалізму. Коли ж у січні 1918 року нарешті сповнюється віковічна мрія українського народу про державну незалежність, Вадим Модзалевський вирішує, що у цей час його талант та хист повинен бути на службі в молодої Української держави, та перебирається до Києва, де бере найактивнішу участь у справі організації нової української історичної науки. Він очолює архівно-бібліотечний відділ міністерства освіти (пізніше — головне управління мистецтва і національної культури), деякий час був начальником Архівного Управління і Всеукраїнського Головного Архіву, є одним з ініціаторів створення Української Національної Академії Наук. Модзалевський працював у низці комісій, які складали програмні документи подальшої діяльності українських архівних, музейних, наукових установ. Розроблялися масштабні проекти, наприклад, організації архівної та бібліотечної мережі, складання українського Біографічного словника, дослідження історії права тощо. Палкий патріот української незалежності, не забував Вадим Модзалевський цієї пори і про рідну Стародубщину, над якою знову згущалися хмари новітньої більшовицької окупації. 1919 року він видає друком свою нову працю — «Перший військовий підскарбій Роман Ракушка», у якій, використовуючи низку архівних даних з історії Стародубщини, першим серед науковців доводить, що саме цей видатний стародубець є справжнім автором «Літопису Самовидця», що у свою чергу знову підтверджує те високе місце, яке займає історія Стародубщини в історії цілої України, та свідчить про той нерозривний зв'язок, який завжди духовно пов'язував та пов'язує Стародубщину з матір'ю-Україною.
На жаль, дуже скоро українська державність надовго впала під важким чоботом більшовицького окупанта. Недоля рідної землі глибоко віддзеркалилася й на долі її палкого патріота Вадима Модзалевського. Він помер 3 серпня 1920 року, проживши на світі лише 38 років. Але історичні праці Вадима Модзалевського, що залишилися нам у спадок, є найкращим пам'ятником для нього у новій незалежній Україні, що скрізь усі перепони проторувала власний шлях до свободи.

## Вшанування пам'яті
У місті Київ є вулиця Вадима Модзалевського.
У місті Чернігів вулицю Сєрікова перейменували на вулицю Вадима Модзалевського.

## Праці
- Малоросійський родословник // Спеціалізовані та архівні фонди НБУВ
- (рос.)Малороссийский родословник, тт. 1-5. — К., 1908—1914; К.-СПб., 1996—2004.
- (рос.)Генеральный судья Иван Черныш и его род // Киевская старина. — 1904.- Т.84. — № 3. — Отд.1. — С.315 — 347; Т.85. — № 4. — Отд.1. — С.1-35; № 5. — Отд.1. — С.193-230.
- (рос.)Договор прихожан села Белоусовки (Пирятинского уезда) с священником 1742 г. // Киевская старина. — 1905. — Т.88. — № 1. — Отд.2. — С.10-11.
- (рос.)Зеньковский полковник Василий Шиман и его потомство // Киевская старина. — 1905. — Т.90. — № 7-8. — Отд.2. — С.38-42.
- (рос.)Иван Чарныш и Михаил Милорадович // Киевская старина. — 1905. — Т.88. — № 2. — Отд.2. — С.131-135.
- (рос.)Исторический музей гвардейской артиллерии // Русский инвалид. 1892. 5 января.
- (рос.)История гвардейской артиллерии с 1682 по 1896 год. СПб., 1896.
- (рос.)К истории отношений между великорусскими офицерами и малороссийскими урядниками в XVIII ст. // Киевская старина. — 1905. — Т.89. — № 4. — Отд.2. — С.41-43.
- (рос.)К истории Петровского Полтавского кадетского корпуса // Русский инвалид. 1900. 9 декабря.
- (рос.)Краеведение в России во второй половине XVIII века // Краеведение. 1926. Т.3. — С.333-343.
- (рос.)К родословной гетмана Данила Апостола // Киевская старина. — 1904. — Т.87. — № 12. — отд.2. — С.140-142.
- (рос.)К характеристике отношений между монахами Мгарского монастыря и Лубенскими козаками в 1649—1661 гг. // Киевская старина. — 1906. — Т. 92. — № 3-4. — Отд.2. — С.61-68.
- (рос.)Лукьян Свечка в роли похитителя церковных денег в Пирятинской церкви (нач. XVIII в.) // Киевская старина. — 1905. — Т.88. — № 3. — Отд.1. — С.469-479.
- (рос.)Мои воспоминания о в Бозе почившем 7 сентября сего года Исидоре, митрополите Новгородском и С.-Петербуогском // Киевская старина. — 1892. — Т.39. — № 10. — С.127-130.
- (рос.)Полтавская интрига 1714 г. // Киевская старина. — 1905. — Т.91. — № 11-12. — Отд. 1. — С.173-185.
- (рос.)Приданое знатной малорусской пани XVIII в. и расход на ее похороны и поминки // Киевская старина. — 1904. — Т.87. — № 12. — Отд. 2. — С.143-146.
- (рос.)Сведение о количестве провианта, выданного из магазинов Киевской губернии на расквартированные в Малороссии полки (1715—1717 гг.) // Киевская старина. — 1905. — Т.90. — № 9. — Отд.2. — С.115-119.
- (рос.)Слухи о назначении Кантакузина гетманом Малороссии (1718 г.) // Киевская старина. — 1904. — Т.85. — № 6. — Отд.1. — С.451-464.
- (рос.)Что стоил Андрею Полетике процесс за с. Аксютинцы (Роменского уезда) // Киевская старина. — 1905. — Т.90. — № 7-8. — Отд. 2. — С.33-38.
- (рос.)Что стоила козакам с. Зазирок тяжба с Степаном Миклашевским (1737 г.) // Киевская старина. — 1905. — Т.89. — № 4. — Отд. 2. — С.43-46.
- Модзалевский В. Л. Малороссийский Родословник. Т. 1 : А-Д: с портр. / Вадим Львович Модзалевский. — Киев: Тип. т-ва Г. Л. Фронцкевича, 1908. — 519 с. [Архівовано 27 березня 2019 у Wayback Machine.]
- Модзалевский В. Л. Малороссийский родословник. Т. 4 : П-С: с 40 портр. и 3 снимками / В. Л. Модзалевский. — Киев: Типо-литорг. «С. В. Кульженко», 1914. — IV, 832, 42 с. ил. [Архівовано 27 березня 2019 у Wayback Machine.]
- Модзалевский В. Л. Материалы и заметки: отт. Из. XI вып. «Трудов» Чернигов. губерн. ученой архив. комиссии / В. Л. Модзалевский. — Чернигов: Тип. Г. М. Веселой, 1915. — 38 с. [Архівовано 27 березня 2019 у Wayback Machine.]
- Модзалевский В. Павел Леонтьевич Полуботок: биогр. очерк: (из «Рус. биогр. словаря) / Вадим Модзалевский. — СПб. : тип. И. Н. Скороходова, 1903. — 70 с. [Архівовано 27 березня 2019 у Wayback Machine.]
- Модзалевський В. Гути на Чернігівщині / Вадим Модзалевський ; за ред. та з передм. М. Біляшівського ; Укр. акад. наук, Археол. ком., Від. мистец. — У Київі: З друк. Укр. акад. наук, 1926. — 191 с. : табл., 3 арк. іл., портр. — (Fontes artis ukrainicae ; v. 1). [Архівовано 27 березня 2019 у Wayback Machine.]
- Модзалевський, В. Основні риси українського мистецтва / В. Модзалевський ; мал. Павли Діденко. — Чернігів: Друк. Г. М. Веселої, 1918. — 30 с. [Архівовано 27 березня 2019 у Wayback Machine.]
- Модзалевський В. Л. До історії українського ліярництва та конвісарства / Збірник секції мистецтв Українського наукового товариства. — К., 1921. — С. 3-24.

## Репринтні видання
В. Лукомський, В. Модзалевський. Малоросійський гербовник. — К., 1993. — 300 с.

## Публікації про В.Л.Модзалевського
- Музей Украины (Собрание П. П. Потоцкого). Вып. 1. Указатель архивных материалов и библиографии / Сост. Е. Климова. К., 1995
- Ернст Ф., Київ. Провідник. — К., 1930. С. 533—534;
- Білокінь С. І., Музей України. Збірка П. П. Потоцького». Доба, середовище, загибель. — К., 2002
- Амонс А. І., Биківнянська трагедія. Документи й матеріали. — К., 2006. С. 85-94.
- Ігор Роздобудько. Стародубщина на початку 20-го століття. // Стародубщина. Нарис українського життя краю. [Архівовано 29 квітня 2014 у Wayback Machine.]